# Досифей Богданович-Любинський
Досифей Богданович-Любинський (нар. в кінці XVII ст., Любинь — пом. 23 березня 1736, Обоянь) — український релігійний діяч в добу Гетьманщини, архієпископ Бєлгородський і Курський РПЦ. Вихованець Києво-Могилянській академії.

## Біографія
Походив зі волинського шляхетського роду. Освіту здобув у Києво-Могилянській академії, залишився жити в Гетьманщині.
1711 р. прийняв чернечий постриг у Київському Братському монастирі. Відбудовував Погарський монастир на території Стародубського полку.
1718 р. викликаний до Санкт-Петербурга в родину цариці Параскевії Федорівни, дружини померлого царя Івана Олексійовича. Змушений був емігрувати. Працював в сім'ї цариці духівником. Згодом з царівною Анною Іванівною переїздить в Міттау (тепер місто Єлгава, Латвія), а 1721 р. — до Мекленбурга (тепер місто у Німеччині) до герцогині Мекленбурзької Катерини Іванівни.
1725–1731 рр. — архімандрит Саввино-Сторожевського Різдвобогородицького монастиря поблизу міста Звенигород Московської єпархії.
З 28 листопада 1731 р. — єпископ, потім архієпископ Бєлгородський і Курський. Того ж року відлучений за іменним указом імператриці Анни Іванівни. Проте керував єпархією фактично до 1735 р. У листопаді 1735 р. за несправедливе анафемування двох підлеглих (архімандрита Харківського Преображенського монастиря Й. Занкевича та ігумена Харківського Покровського монастиря, ректора Харківського колегіуму М. Слотвинського), підданий суду та засланий до Курського Богородицько-Знаменського монастиря.
Богданович-Любинський сприяв розвитку освіти на Слобожанщині. 1732 саме за його клопотанням імператриця Анна Іванівна дозволила створити при Харківському колегіумі семінарію. Тоді ж виклопотав дозвіл на передачу Харківському колегіуму 273 книжок з бібліотеки митрополита Стефана Яворського, яку той передав за тестаментом Ніжинському Спасо-Преображенському монастирю для створення науково-освітнього центру.
Помер і похований у Курському Богородицько-Знаменському монастирі.